# بال‌کوتاه شکم‌زنگاری
بال‌کوتاه شکم‌زنگاری (نام علمی: Brachypteryx hyperythra) نام یک گونه از سرده بال‌کوتاه‌ها است.